# طوطی بال‌سفید
طوطی بال‌سفید (نام علمی: Brotogeris versicolurus) یا طوطی بال‌قناری یک طوطی کوچک بومی حوضه رودخانه آمازون از جنوب شرقی کلمبیا تا دهانه رودخانه‌ها در برزیل است. پرندگان در قفس رها شده‌اند و پرندگان در لیما، پرو، لس آنجلس، و میامی، مناطق فلوریدا ایالات متحده و در پورتوریکو جمعیت‌های خودپایا ایجاد کرده‌اند. آنها همچنین تا میانهٔ دههٔ ۲۰۰۰ در سانفرانسیسکو، کالیفرنیا حضور داشتند. اگرچه پرندگان وحشی به‌تازگی به عنوان لانه‌ساز در ایالات متحده کاهش یافته‌اند، اما به نظر م رسد که در زیستگاه بومی خود کارکرد خوبی دارند.